# Atarba bifurcula
Atarba bifurcula är en tvåvingeart som beskrevs av Alexander 1931. Atarba bifurcula ingår i släktet Atarba och familjen småharkrankar. Inga underarter finns listade i Catalogue of Life.